# 정빙기

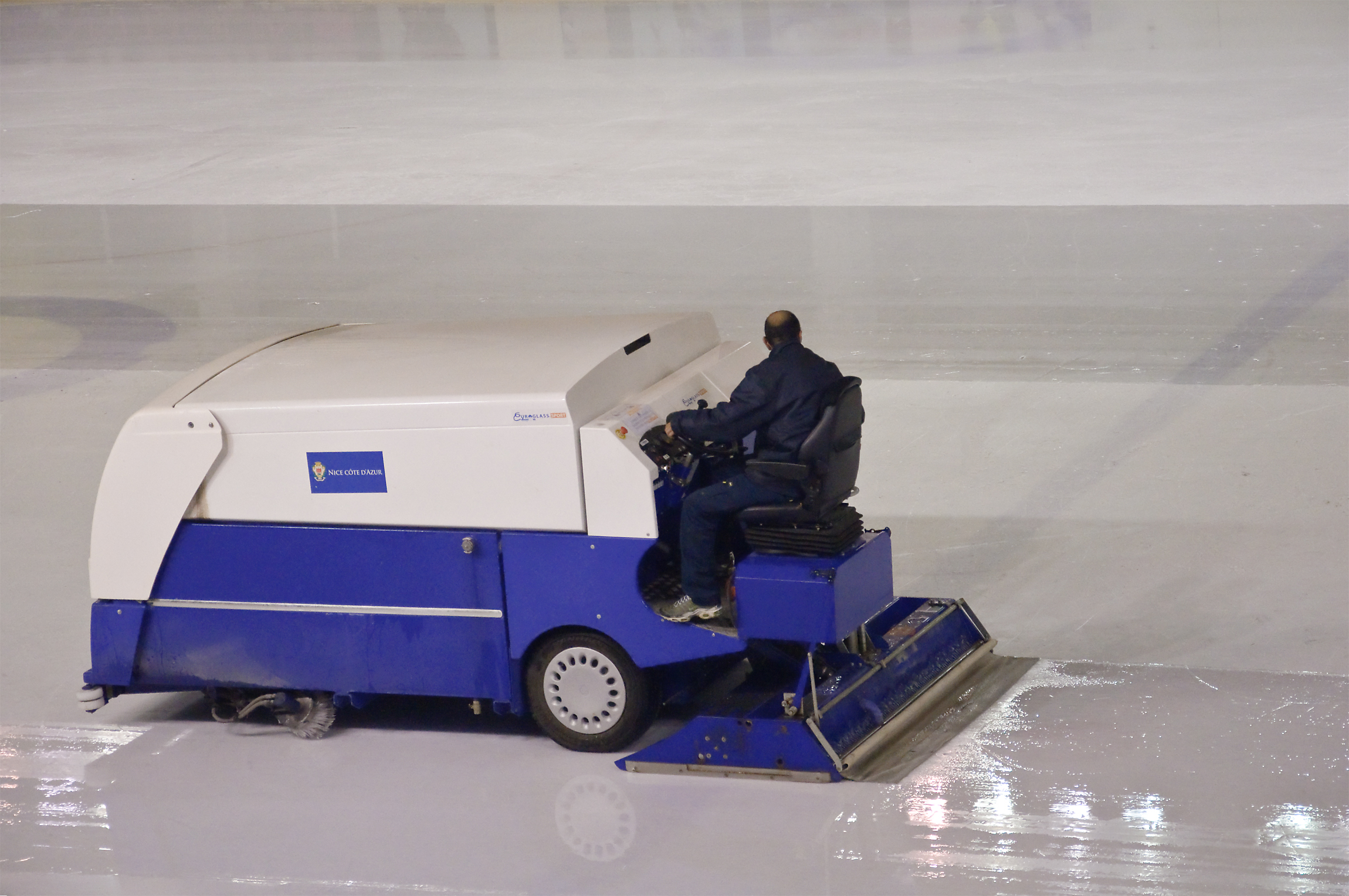
빙포차의 모습

정빙기(整氷機, 영어: Ice resurfacer) 또는 빙판포장차(氷板鋪裝車), 빙포차(氷鋪車)는 빙판을 평평하고 고르게 만드는 작업을 할 때 쓰이는 차량이다. 미국인 프랭크 J. 잠보니(Frank Joseph Zamboni, Jr.)가 1949년에 캘리포니아에서 발명하였다. 아울러, 잠보니(Zamboni)란 이름으로 미국 및 국제 상표등록을 마쳤다. 미국에서는 잠보니란 이름 자체가 빙포차를 가리키는 대명사처럼 쓰이거나 '빙면을 정빙기로 고르다'라는 뜻으로 사용되기도 하며, 네덜란드어 등의 외국어에서도 잠보니가 빙포차를 가리키기도 한다.

## 작동 원리
정빙기의 가장 중요한 부분은 컨디셔너라고 하는 부분인데, 그것은 정빙기 뒤에 있는 큰 장치다. 공업용 종이 절단기와 비슷한 크고 아주 날카로운 칼날이 얼음 표면을 평평하게 깎는다. 그리고 칼날 앞의 나사송곳(auger)은 얼음 표면을 깎아서 축적되는 얼음 조각들을 컨디셔너의 중앙 부분으로 쓸어낸다. 그리고 두 번째 나사송곳이 그것들을 주워낸다. 초기 모델은 주걱과 체인으로 이루어진 운송기로 되어 있었다.
칼날 바로 앞에는, 세척용 물이 컨디셔너 양쪽 끝의 노즐에서 나와 물에 종종 뿌려진다. 이 세척용 물은 컨디셔너 양쪽 끝의 운반기(runners)와 컨디셔너 뒤쪽의 고무 롤러에 의해서 컨디셔너 내부에 보관된다. 이 세척용 물은 진공 노즐에 의해서 빨아올려지고, 거름종이를 통해 걸러지며 재순환된다. 세척 과정은 외부에서 유입된 물질들이나 얼음 표면에 끼워져 있던 물질들을 제거한다. 컨디셔너 뒷면에는 살수장치 파이프가 천 타올을 적시고 그것이 남은 홈을 채우기 위해서 깨끗한 물에 담가지며, 새로운 얼음 표면을 형성한다.
60도의 뜨거운 물을 사용 가능한 곳에 빈번하게 사용된다. 왜냐하면 그것은 거친 얼음의 위쪽 층을 녹이고 부드럽게 해서, 평평하고 부드러운 표면을 만들기 때문이다. 많은 아이스링크장의 이 물은 걸러지며 다루어진 후, 물속의 잔여 무기물과 화학물질을 제거하기 위해 뜨거워진다. 이 화학물질과 무기물은 얼음을 잘 부서지게 하거나 부드럽게 만드는데, 이것은 얼음을 톡 쏘는 듯한 냄새를 갖게 하거나 뿌옇게 만든다.
컨디셔너를 제외한 나머지 기계 부분은 컨디셔너를 보조하기 위해 존재한다. 엔진 또는 전기 모터는 추진력을 제공하고, 수압을 제공한다. 메인 탱크는 새로운 얼음을 만들기 위한 깨끗한 물을 담고 있다. 세척 탱크는 선택적인 세척 기능을 위한 물을 제공하는 역할을 담당한다. 덤프 탱크는 나사송곳에 의해 수거되는 깎인 얼음을 모아둔다. 컨디셔너와 덤프 탱크는 수압 리프트에 의해서 올려지고 내려지는 반면에, 나사송곳은 수압 모터에 의해 돌아간다.
대부분의 정빙기는 천연가스(프로판/LPG/autogas)로 구동되며, 일부는 휘발유로 구동된다.
많은 정빙기는 판자 빗자루(board brush)라고 하는 것과 함께 맞춰지는데, 이것은 수압 모터에 의해 회전하는 빗자루이다. 판자 빗자루는 수압 팔에 의해 기계 왼쪽에서 확장되고 기계 속으로 들어간다. 이 빗자루는 컨디셔너 안으로 소량의 잃어버린 얼음을 쓸어내며 그 얼음은 링크 위의 교반기 판 밑의 뻗어나오는 접시(kick plates)를 따라 축적된다. 이 빗자루는 놀라울 정도로 링크를 천천히 움직일 필요를 감소시킨다.
정빙기로 분류된 작고 덜 비싼 전통 정빙기와 유사한 작은 장치와 기기들은, 어떤 의미로 보면 매끄러운 얼음 표면을 제공하기 위해 디자인되어 왔다. 이 조그만 기기는 스스로 추진력을 얻는 기기로, 또는 작동기에 의해 밀려지는 기기로 분류될 수 있다. 스스로 추진력을 얻는 기기는 전형적으로 얼음 자르는 칼날과 물 탱크와 같은 정빙기의 요소들을 포함하지만, 그것들은 크기가 작으며, 자주 ATV또는 골프 차 기기와 같이 (산을) 올라간다. 정빙기의 다른 그룹은 평평한 얼음의 층을 생성하기 위해 얼음 위를 따라 밀리며, 가정에서 사용하기에 적합한 가격이다.